# 이시훈
이시훈(1984년 8월 25일 ~ )은 대한민국의 배우이다.

## 출연 작품

### 영화
- 《빅토리》 (2024년) - 오 코치 역
- 《데드맨》 (2024년) - 꼴통 역
- 《외계+인 2부》 (2024년) - 좌왕 역
- 《기생충》 (2019년) - 병원 형사 역
- 《마녀》 (2018년) - 장 순경 역
- 《불한당: 나쁜 놈들의 세상》 (2017년) - 재호패거리 3 역
- 《해독제는 없다》 (2013년)

### 드라마
- 《미지의 서울》 (2025년, tvN) - 신경민 역
- 《협상의 기술》 (2025년, JTBC) - 도한철 역
- 《DNA 러버》 (2024년, TV조선) - 여정탐 역
- 《졸업》 (2024년, tvN) - 이명준 역
- 《종말의 바보》 (2024년, Netflix) - 박상우 역
- 《국민사형투표》 (2023년, SBS) - 고동규 역
- 《사랑의 이해》 (2022년, JTBC) - 마두식 역
- 《O'PENing - 저승라이더》 (2022년, tvN) - 이진영 역
- 《지금 우리 학교는》 (2022년, Netflix) - 귤 까는 소리 역
- 《꽃 피면 달 생각하고》 (2022년, KBS2) - 김석원 역
- 《갯마을 차차차》 (2021년, tvN) - 김명학 역
- 《제발 그 남자 만나지 마요》 (2020년, MBC every1) - 방정한 역
- 《포레스트》 (2020년, KBS2) - 박형수 역
- 《트랩》 (2019년, OCN) - 이시훈 역
- 《남자친구》 (2018년, tvN) - 박한길 역
- 《미스터 션샤인》 (2018년, tvN) - 요시노 고 역
- 《밥 잘 사주는 예쁜 누나》 (2018년, JTBC) - 박진용 역
- 《시를 잊은 그대에게》 (2018년, tvN) - 김재철 역
- 《리턴》 (2018년, SBS) - 형사 역
- 《수상한 파트너》 (2017년, SBS) - 준호 역
- 《황금주머니》 (2016년, MBC) - 김군 역

### 연극
- 《굿바이 파더》
- 《바케레타》
- 《연극열전3 - 세상에서 가장 아름다운 이별》
- 《세상에서 가장 아름다운 이별》
- 《너와 함께라면》
- 《종로 갈매기》
- 《푸른배 이야기》
- 《가을 반딧불이》
- 《그와 그녀의 목요일》
- 《미스프랑스》
- 《월남스키부대》
- 《쯔루하시 세자매》
- 《하드보일드 멜랑콜리아》
- 《이카이노 이야기》
- 《경숙이, 경숙이 아버지》
- 《술과 눈물과 지킬앤하이드》
- 《웃음의 대학》
- 《소리의 위력》
- 《술과 눈물과 지킬앤하이드》